# Estación de Ribarroja del Turia (Renfe)
Ribarroja del Turia fue una estación de la primitiva línea C-4 de Cercanías Valencia desde 1889, fecha en la que se inauguró la línea, hasta el 31 de marzo de 2005. Se encontraba en la intersección de las calles de Salvador Bigorra y la del Cristo de los Afligidos, en el centro del pueblo.

## Historia
La estación se inauguró el 7 de noviembre de 1889, formando parte de la primitiva línea Valencia-Liria y luego línea C-4 de Cercanías Valencia. El 1 de enero de 1985 pasó a ser estación terminal de la línea al ser clausurado el trazado entre esta estación y la de Liria. Más tarde, el 31 de marzo de 2005, se cerró definitivamente como estación de Cercanías para permitir el desarrollo de las obras de conversión a línea de metro, las cuales finalizaron el 6 de marzo de 2015.
La estación actual de metro se encuentra situado en un polígono a las afueras de la localidad, a 2km de la antigua estación de cercanías.

## La estación

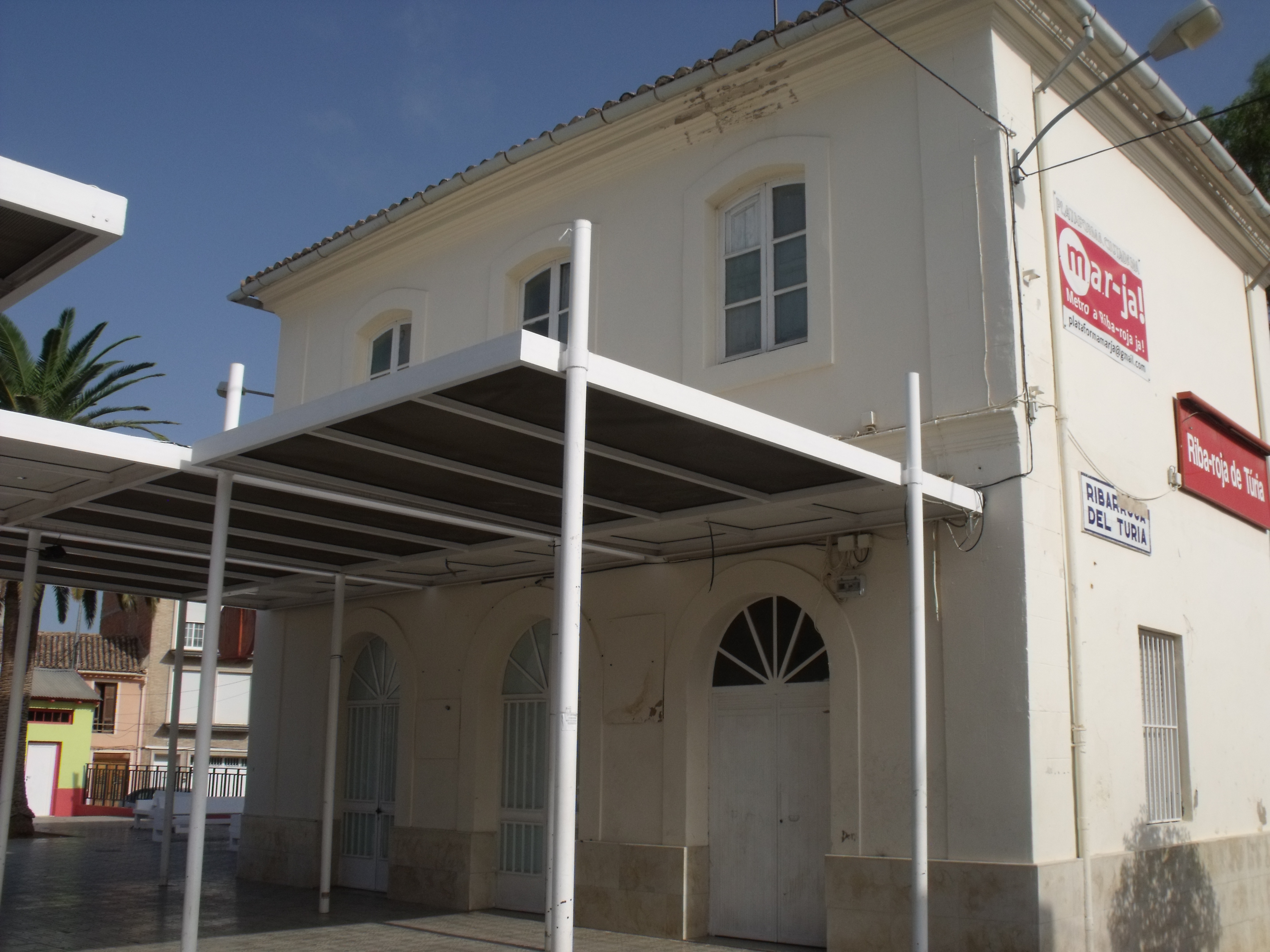
Antiguo edificio de viajeros visto desde el antiguo andén principal de la estación.

La estación constaba de un edificio de viajeros, tres vías y dos andenes. Una de esas vías terminaba en la estación y la utilizaban algunos trenes que venían desde Liria. Así mismo, junto al lado sur de la estación había un paso a nivel para permitir el tránsito de viajeros y vehículos.
Actualmente se conserva el andén principal (el del edificio de viajeros), la marquesina de dicho andén, y hasta hace no mucho aún estaba la cartelería de cercanías que había en su momento. En cuanto a la zona de vías, actualmente alberga un parking y un parque infantil. El trazado de vías por el centro del pueblo ha sido rehabilitado como calles y zonas peatonales.

## Distribución de las vías
| Vía | Trenes y destinos                                    |
| --- | ---------------------------------------------------- |
| 1   | Valencia-Norte (Desmantelada 2005) Líria (1889-1984) |
| 2   | Valencia-Norte (Desmantelada 2005) Líria (1889-1984) |
| 3   | Líria (1889-1984)                                    |

## Líneas y conexiones
| Periodo   | origen/destino | < estación      | línea          | estación >     | origen/destino |
| --------- | -------------- | --------------- | -------------- | -------------- | -------------- |
| 1889-1984 | Valencia-Norte | Masia de Traver | Valencia-Líria | Villamarchante | Líria          |
| 1985-2005 | Valencia-Norte | Masia de Traver |                | terminal       | terminal       |